# Hans von Ohain
Pour les articles homonymes, voir Ohain.
Hans Joachim Pabst von Ohain (14 décembre 1911 à Dessau en Allemagne - 13 mars 1998 à Melbourne, Floride) fut l’un des inventeurs du moteur à réaction avec Frank Whittle.

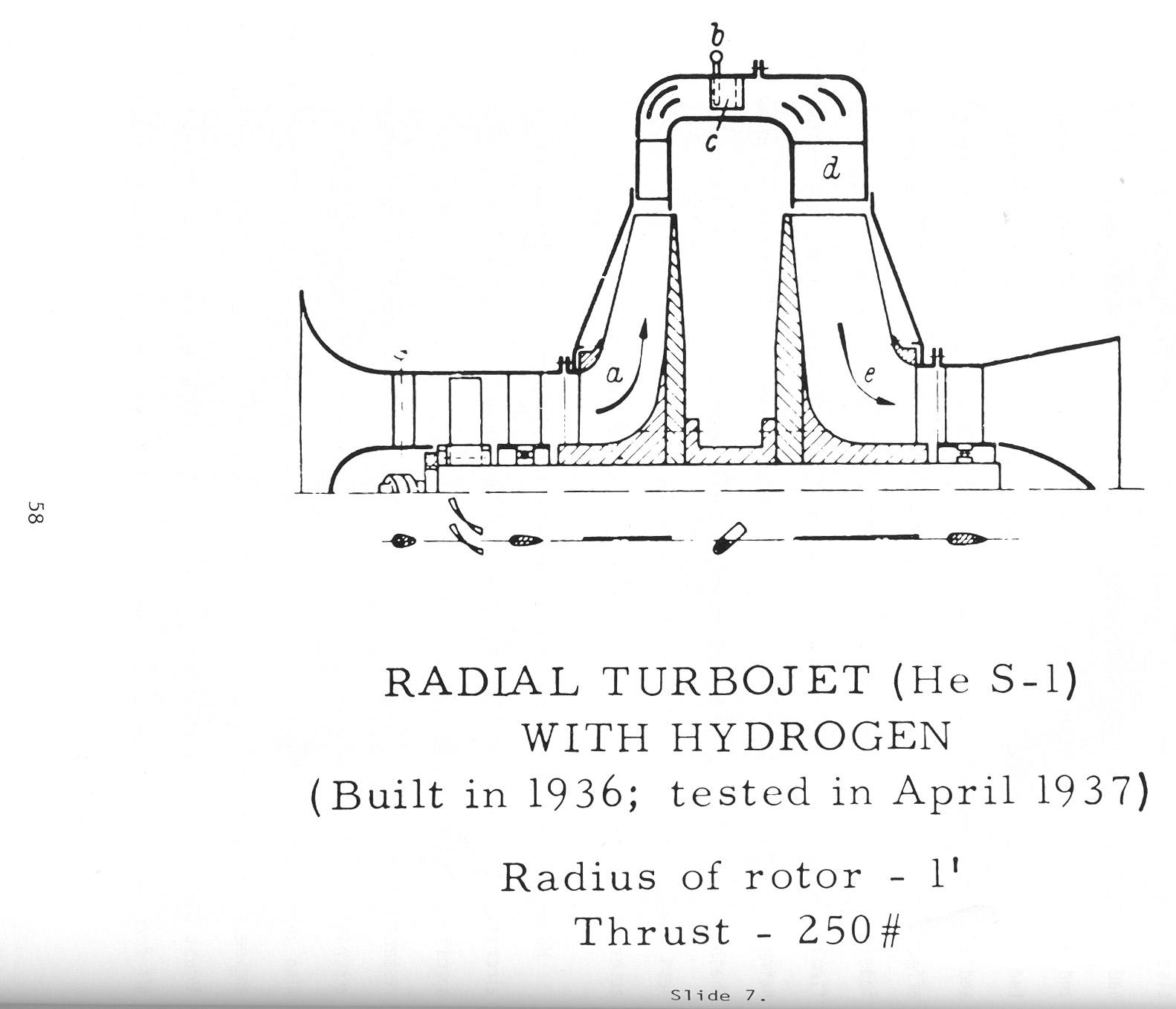

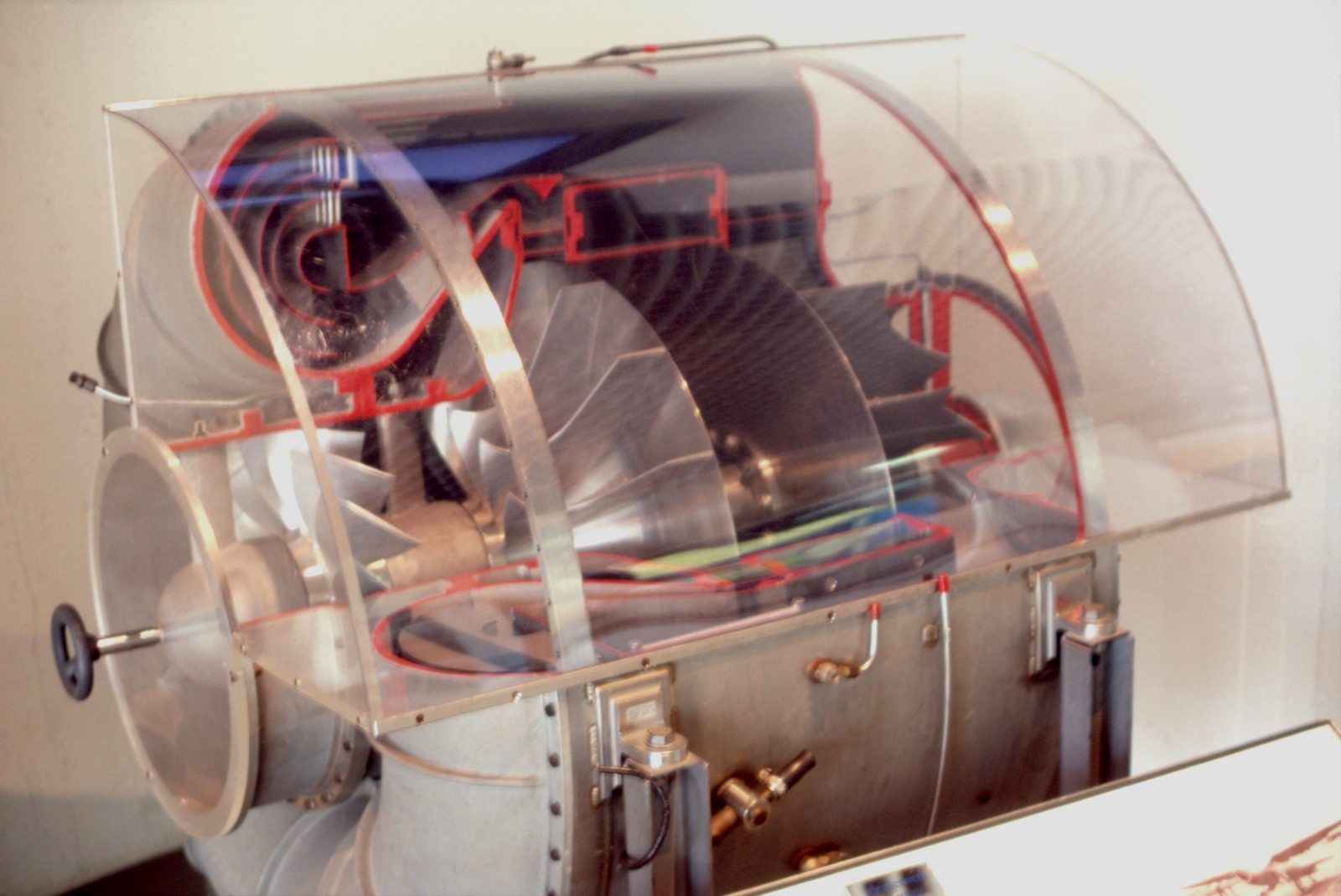
Heinkel HeS 3 exposé au Deutsches Museum.

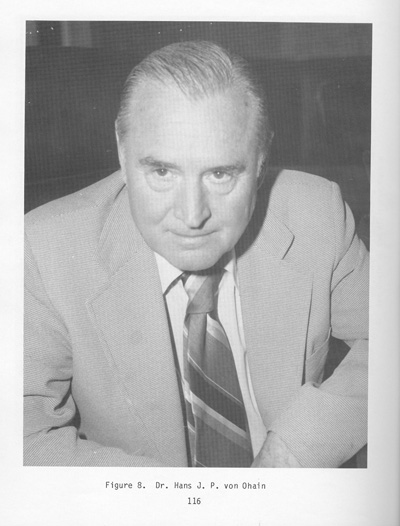
Employé par l'Armée de l'air américaine.

## Biographie
Hans von Ohain étudia à l'université de Göttingen où il obtient en 1935 son diplôme d’ingénieur en aérodynamique. Il devint l’assistant de Robert Pohl, alors directeur de l’institut de physique de la ville.
Hans von Ohain commença ses recherches sur la propulsion par réaction en 1935, indépendamment des travaux menés par Frank Whittle en Angleterre. Contrairement à la conception à turbine axiale de Whittle, Ohain choisit d'accoler une turbine centripète au dos du compresseur centrifuge. Ce fut Max Hahn, un mécanicien rencontré au garage où il faisait entretenir sa voiture, qui réalisa le prototype Heinkel HeS 1. Ce moteur, qui fonctionnait à l'hydrogène, fonctionna suffisamment pour démontrer la validité du concept. En 1936, il prit un brevet sur sa version du moteur à réaction. Il s'adressa tout d'abord à Ernst Heinkel, qui vit immédiatement les avantages qu'apportait le nouveau principe de propulsion.
Il fut alors engagé par la société Heinkel à Rostock et participa au développement d’un turboréacteur à simple flux à carburant liquide, le moteur  Heinkel HeS 3 placé dans le prototype Heinkel He 178, qui fut le premier avion de ce type à voler le 27 août 1939, piloté par Erich Warsitz au bout d’une phase de développement extrêmement courte. Quatre jours plus tard, les troupes d'Hitler entraient en Pologne et le ministère de l'aviation allemand cessa de s'intéresser au He 178. La société Heinkel déposa en mai 1939 le brevet US2256198 citant Max Hahn comme l'inventeur ; le brevet décrit parfaitement le moteur de von Ohain, avec les ensembles radiaux compresseur et turbine accolés, et la chambre de combustion annulaire entourant l'entrée d'air.
Ohain et son mécanicien Max Hahn formaient un département à eux seuls au sein de la société Heinkel. Le premier moteur, désigné Heinkel HeS 1, tournait déjà au banc en 1937. Les projets suivants culminèrent dans le moteur Heinkel HeS 3, qui fournissait 550 kgf (env. 5,4 kN) de poussée et fut avionné dans la cellule construite tout exprès du Heinkel He 178.
En 1948, von Ohain fut transféré aux États-Unis dans le cadre de l’opération Paperclip et fut affecté à la base de l’armée de l’air Wright-Patterson.
En 1956, il devint directeur du laboratoire de recherche de l'aéronautique de la force aérienne et, en 1975, son scientifique en chef.
En 1991, von Ohain et Whittle reçurent le prix Charles Stark Draper pour leurs découvertes sur les moteurs à réaction.

## Filmographie
- Les pionniers de l'avion à réaction, documentaire allemand de Mira Thiel et Birgit Tanner. 50 min. Sorti en 2012.